# Новочишма
Новочишма́ (рос. Новочишма, башк. Яңы Шишмә) — присілок у складі Архангельського району Башкортостану, Росія. Входить до складу Липовської сільської ради.
Населення — 166 осіб (2010; 160 в 2002).
Національний склад:
- татари — 79 %